# 鞋碼
鞋碼亦称鞋号，是指衡量人类脚的形状以便配鞋的标准系统。
世界各国採用的鞋碼不一致，但一般都包含长和宽的两个测量。长度可能是脚的穿著长度，也可能是制造者的鞋楦长。
即使在同一个国家或地区，也有依不同人群而分的不同用途之鞋種（例如儿童鞋或运动鞋等），也可能有不同的鞋码定义。

## 国际标准

國際標準化組織标准 ISO 9407 推荐的鞋码系统基于脚宽和平均脚长，以毫米（mm）为基本单位。
第一版标准 ISO 9407:1991 规定以脚长和脚宽的测量值（以毫米为单位）规定为鞋号，标注为“脚长/脚宽”，例如 260/94 ，表示脚长260毫米，脚宽94毫米。脚宽也可以不用标注。
第二版标准 ISO 9407:2019 规定以脚长和脚宽的测量值（以毫米为单位）规定为鞋号，标注为“MP脚长”、“Mondo 脚长”、“MP脚长/脚宽”、“Mondo 脚长/脚宽”，例如 MP263 或者 Mondo 263 ，表示脚长263毫米，例如 MP263/94 或者 Mondo 263/94 ，表示脚长263毫米，脚宽94毫米。

## 各国、各地的鞋码

### 歐洲碼（歐陸碼）
法国、德国等欧洲大陆国家的鞋码一般如下计算，单位是厘米：
鞋码 = 1.5*鞋楦长 = 1.5*脚长 + 2
但具体大小可能因为鞋楦性状不同而有少量出入。

### 英國碼
英国码的算法：

尺碼分布 #0K~ #13.5K為童段, #13.5K之後為成人碼#1

傳統上用大麥粒為計算基礎, 3粒大麥粒等同1英吋

從最小的UK #0K = 4英吋(12個大麥粒)

(4英吋為鞋楦長,楦長比實際腳長多1~2個大麥粒)
每個碼差距為1個大麥粒(等同1/3英吋)

半碼差距為0.5個大麥粒(等同1/6英吋)

童段算法

UK #0.5K = UK# 0K + 0.5個大麥粒 = 4英吋 + 1/6英吋 = 4& 1/6英吋

UK #1.0K = UK# 0K + 1.0個大麥粒 = 4英吋 + 1/3英吋 = 4& 2/6英吋

UK #1.5K = UK# 0K + 1.5個大麥粒 = 4英吋 + 1/2英吋 = 4& 3/6英吋

以此類推...

UK #13.5K = UK# 0K + 13.5個大麥粒 = 4英吋 + 27/6英吋 = 8& 3/6英吋

計算公式= 

```
3*楦長(英吋) - 12 = 童段 UK碼
```

(3*楦長(英吋)為換成大麥粒) 

(4英吋=12個大麥粒=UK# 0K為基準值) 

成人段算法

UK #1   = 26個大麥粒                = 8& 2/3英吋(同 8& 4/6英吋)

UK #1.5 = UK #1+ 1/6英吋(半個大麥粒)= 8& 5/6英吋

UK #2   = UK #1+ 1/3英吋(1個大麥粒) = 8& 6/6英吋( 同 9 英吋)

UK #2.5 = UK #2+ 1/6英吋(半個大麥粒)= 9& 1/6英吋

UK #3   = UK #2+ 1/3英吋(1個大麥粒) = 9& 2/6英吋

計算公式= 

```
3*楦長(英吋) - 25 = 成人段 UK碼 
```

(3*楦長(英吋)為換成大麥粒) 

(8&1/3英吋= 25個大麥粒=UK# 0為基準值) 

(成人UK#0 = 童段#13.0K) 

以此類推

### 美国、加拿大码
美国、加拿大的鞋码是以用英寸衡量鞋楦长度：
男鞋码 = 3*鞋楦长-22
女鞋码（常见）= 3*鞋楦长-20.5
另外，还有一种比较少见的女鞋码，由美国鞋业协会（Footwear Industries of America）提出：
女鞋码（FIA）=3*鞋楦长度-21
男女儿童的鞋码均为男鞋码的计算方式+12.33。

### 香港
香港常用英式（因為曾經是英國殖民地）和歐洲的鞋碼編制。

### 中国大陸
1. 中国大陸于60年代后期，在全国测量脚长的基础上制定了“中国鞋号”，現稱“舊鞋號”，长度间隔为1号（5毫米），宽度为1（最窄）-5（最宽）。注意雖然實際數值與欧码（法國码、EU码）相似，但卻有着本质的不同，不建議混淆或者互相替代使用。
2. 1982年11月19日，中国国家标准局发布了中国国家标准 GB 3293-82 《中国鞋号及鞋楦系列》。该标准规定以厘米（cm）为单位测量脚长，称做“中国鞋号”。1982年版的中国鞋号俗称“新鞋号”，区别于之前的“旧鞋号”。
3. 1998年1月16日，中国国家技术监督局基于 ISO 9407:1991 发布了中国国家标准 GB/T 3293.1-1998《鞋号》。该标准规定 Mondopoint 的中文名是“世界鞋号”，以毫米（mm）为单位测量脚长和脚宽。例如 260/94 ，表示脚长260毫米，脚宽94毫米。脚宽也可以不用标注。
4. 2022年10月12日，中国国家市场监督管理总局和中国国家标准化管理委员会基于 ISO 9407:2019 发布了中国国家标准 GB/T 43293-2022《鞋号》。该标准规定 Mondopoint 的中文名是“世界鞋号”，以毫米（mm）为单位测量脚长和脚宽，并且该标准强调了“中国鞋号”（1982年版新鞋号）与“世界鞋号”（Mondopoint）的换算关系。
5. 目前中国大陸市场上的鞋被要求全部标注中国新鞋号或世界鞋号。
  - 换算关系为：
  - 中国新鞋号 = (中国旧鞋号+10)/2
  - 世界鞋号 = 中国新鞋号 × 10 = (中国旧鞋号+10)/2 × 10。
6. 日本与中国大陸新鞋号相同，以厘米（cm）为单位测量脚长。